# Ангелаки Савич
Ангелаки Савич е български писател и дипломат от края на XIX век.

## Биография
Роден е в Свищов в 1817 година. След учението си в лицея „Свети Сава“ в Букурещ е служител в австрийското консулство в Браила и в Галац. Участва в националноосвободителното движение. След преминаването на Дунава на четата на Хаджи Димитър и Стефан Караджа и протестите от страна на Османската империя Савич временно е отстранен от поста драгоман на австрийското консулство в Браила и е предупреден от румънските власти да преустанови агитациите си срещу Високата порта.
Издава вестник „Урбанул“. Редактор е във вестник „Дунавска зора“ (1868), вестник „Жаба“ (1871) и вестник „Хитър Петър“ (1874).
След Освобождението е административен служител и дипломат. Написва Insurgentii bulgari deia 1868 sub comandalui Hagi Dimitri si Stefan Caradga... (Браила, 1871).